# Wagashi
Wagashi (和菓子) är ett vackert japanskt bakverk ofta innehållande ingredienser från olika plantor, till exempel azuki-bönpasta, frukt eller en slags deg av klibbigt ris som kallas mochi. Bakverket serveras ofta med te.